# 伊藤芳則
伊藤 芳則（いとう よしのり、1963年8月3日 - ）は、モデル 、俳優、作家。北海道小樽市出身。

## 略歴
- 札幌学院大学人文学部人間科学学科で心理学を専攻。
- 大学卒業後、劇団青年座に入団。
- 1987年4月から2012年12月までオスカープロモーションに所属し、俳優、モデルとして活動。
- 1999年10月から2012年12月まではオスカープロモーション教育アドバイザーとして、新人モデルへのウォーキングポージングの指導も行った。教え子は10,000人以上。その業績から「伝説の講師」と謳われている[1]。[2]。
- オスカープロモーション 新人基礎科クラス ウォーキング&ポージング担当講師
- オスカーエンターテイメントスクール 演技実習担当講師
- エイベックス・アーティストアカデミー モデルコース アドバンスクラス担当講師
- 2020年、「トップの法則」を出版した

## 教え子

### 俳優
- 武井咲
- 剛力彩芽
- 吉本実憂
- 尾中琴美
- 沖津海友
- 宇野結也
- 中村樹里

### 声優
- 入江麻衣子
- 大西亜玖璃
- 希水しお（オスカー在籍時名は高橋美衣）

### タレント
- 橋本マナミ

### アナウンサー
- 大槻瞳

## 人物
- 趣味は読書、映画鑑賞。
- 特技は少林寺拳法二段。

## 出演

### テレビドラマ
- ロングバケーション（1996年4月15日 - 6月24日、フジテレビ） - 朝倉耕平 役
- 踊る大捜査線（1997年1月7日 - 3月18日、フジテレビ） - 岩本警視 役
- 十津川警部シリーズ13 特急しなの21号殺人事件（1997年9月29日、TBS） - 清水 役
- 浅見光彦シリーズ6 漂泊の楽人〜越後・沼津殺人事件〜（1998年7月17日、フジテレビ） - 矢野貴志 役
- 末っ子長男姉三人（2003年10月12日 - 12月21日、TBS） - 星野 役
- ホカベン（2008年4月16日 - 6月18日、日本テレビ） - 後藤検察官 役

### CM
- チューリッヒ保険
- 丸美屋
- パナソニック
- JR東日本
- 日本マクドナルド
- メルセデス・ベンツ
- HSBCホールディングス

### 著作
トップの法則　　　　　出版社　秀和システム

## カルチャースクール
- セレブスタイル
- 東急セミナーBE
- ティップネス
- 港北カルチャーセンター
- TAMAカルチャーカレッジ
- 西新宿カルチャーセンター

## 監修
- ビデオ「オスカー教育チャンネル」
- DVD「オスカープロモーション教育大全集・モデル編」
- 書籍「世界一受けたい美女養成講座」（講談社）
- アプリ「モデルに学ぶビジネスマン向け教育全集」